# Eduardo Llorens
Eduardo Llorens Masdéu (Barcelona, 1837-Barcelona, 1912) fue un pintor español del siglo XIX.

## Biografía

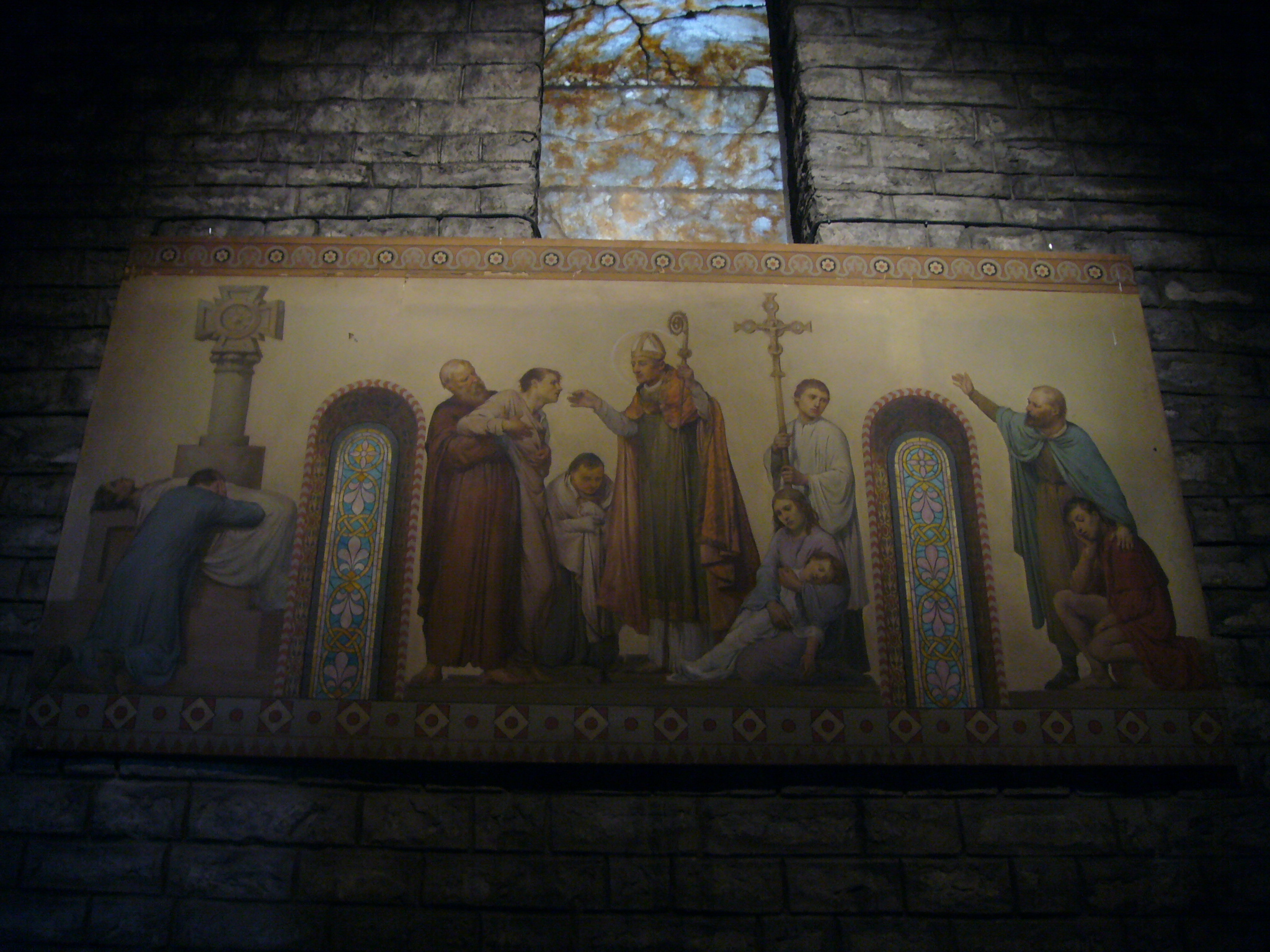
Pintura de Llorens en el monasterio de Santa María de Ripoll

Natural de Barcelona, fue discípulo de la Escuela de Bellas Artes de aquella capital y posteriormente de la de París. En la Exposición de Bellas Artes que se celebró en Madrid en 1864, presentó dos cuadros, La procesión del Corpus en Cataluña y Judith. A la de 1866 de Barcelona concurrió con tres cuadros: Un charlatán, Una cabeza de estudio y Una demanda de prometatje, este último premiado con una mención honorífica y adquirido por la academia de aquella ciudad, que lo expondría después en el museo provincial.
Posteriormente, se consagró casi exclusivamente a la pintura moral, en cuyo género ejecutó numerosos trabajos. Su crédito se afianzó con un techo que pintó para el palacio de Salvador de Samà en Barcelona en el que se representa el Desembarco de Colón en América. Para la rifa hecha en 1877 a beneficio de la familia del difunto Padró regaló Las flores del papá, pintado al óleo.
Habría fallecido en su ciudad natal en 1912.